# Großhaslach
Großhaslach is een plaats in de Duitse gemeente Petersaurach, deelstaat Beieren.

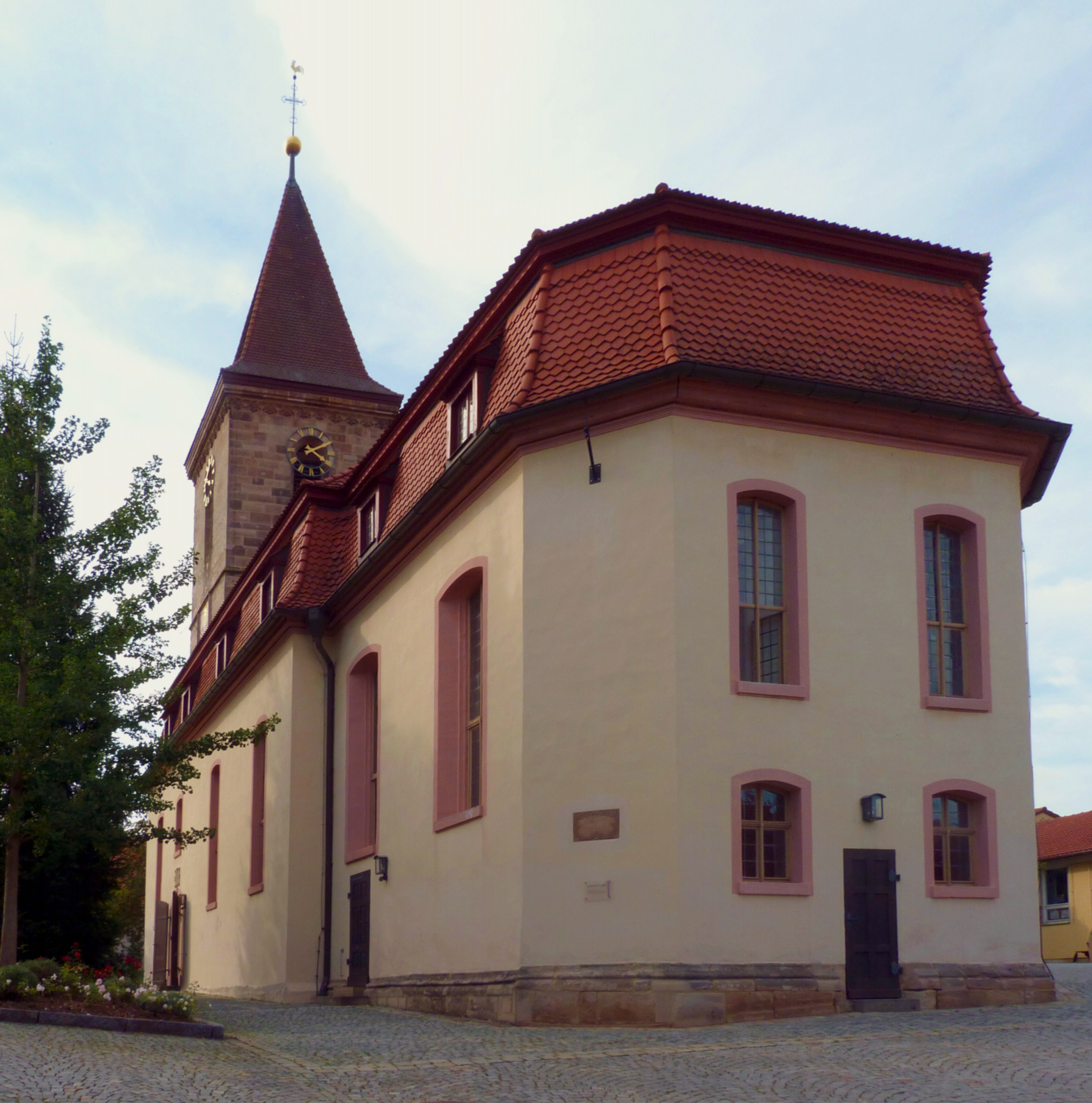
Kerk